# Frühchenkleidung
Frühchenkleidung bezeichnet spezielle Bekleidung für Frühgeborene, also Neugeborene, die vor Vollendung der 37. Schwangerschaftswoche geboren wurden. Aufgrund ihrer geringen Körpergröße, des unreifen Immunsystems sowie des häufig notwendigen Einsatzes medizinischer Geräte stellen Frühgeborene besondere Anforderungen an ihre Kleidung. Frühchenkleidung ist ein Spezialsegment innerhalb der Säuglingsbekleidung und wird sowohl im klinischen als auch im häuslichen Umfeld eingesetzt.

## Eigenschaften
Frühchenkleidung ist speziell auf medizinische und pflegerische Bedürfnisse abgestimmt. Sie umfasst besonders kleine Konfektionsgrößen für eine Körperlänge von 38 bis 44 cm und besteht aus hautfreundlichen, schadstofffreien Materialien wie Bio-Baumwolle oder antibakteriellen Fasern. Durch Wickelschnitte, Klettverschlüsse oder Druckknöpfe lässt sie sich mit minimalem Körperkontakt an- und ausziehen. Öffnungen oder Aussparungen ermöglichen die Nutzung medizinischer Geräte wie Magensonden oder Überwachungsmonitore. Zudem ist sie waschbeständig bis 60 °C, um eine geringe Keimbelastung zu gewährleisten.

## Einsatzbereiche
Frühchenkleidung wird vor allem auf Neonatologie-Stationen in Krankenhäusern eingesetzt, aber auch in der häuslichen Nachsorge und in der außerklinischen Intensivpflege. Neben dem funktionalen Aspekt spielt auch die emotionale Wirkung auf Eltern eine Rolle.

## Forschung und Entwicklung
Die Entwicklung von Frühchenkleidung erfolgt häufig in Zusammenarbeit mit Neonatologie-Fachkräften. Ziel ist es, die Kleidung an aktuelle medizinische Standards und pflegerische Anforderungen anzupassen. In jüngerer Zeit finden auch smarte Textilien Anwendung, beispielsweise mit integrierten Temperatursensoren oder antimikrobiellen Wirkstoffen wie Zinkoxidfasern.